# Islas Vírgenes de los Estados Unidos en los Juegos Olímpicos de Sídney 2000
Las Islas Vírgenes de los Estados Unidos estuvieron representadas en los Juegos Olímpicos de Sídney 2000 por nueve deportistas, seis hombres y tres mujeres, que compitieron en cinco deportes.
La portadora de la bandera en la ceremonia de apertura fue la atleta Ameerah Bello. El equipo olímpico virgenense estadounidense no obtuvo ninguna medalla en estos Juegos.